# Żywiec (piwo)

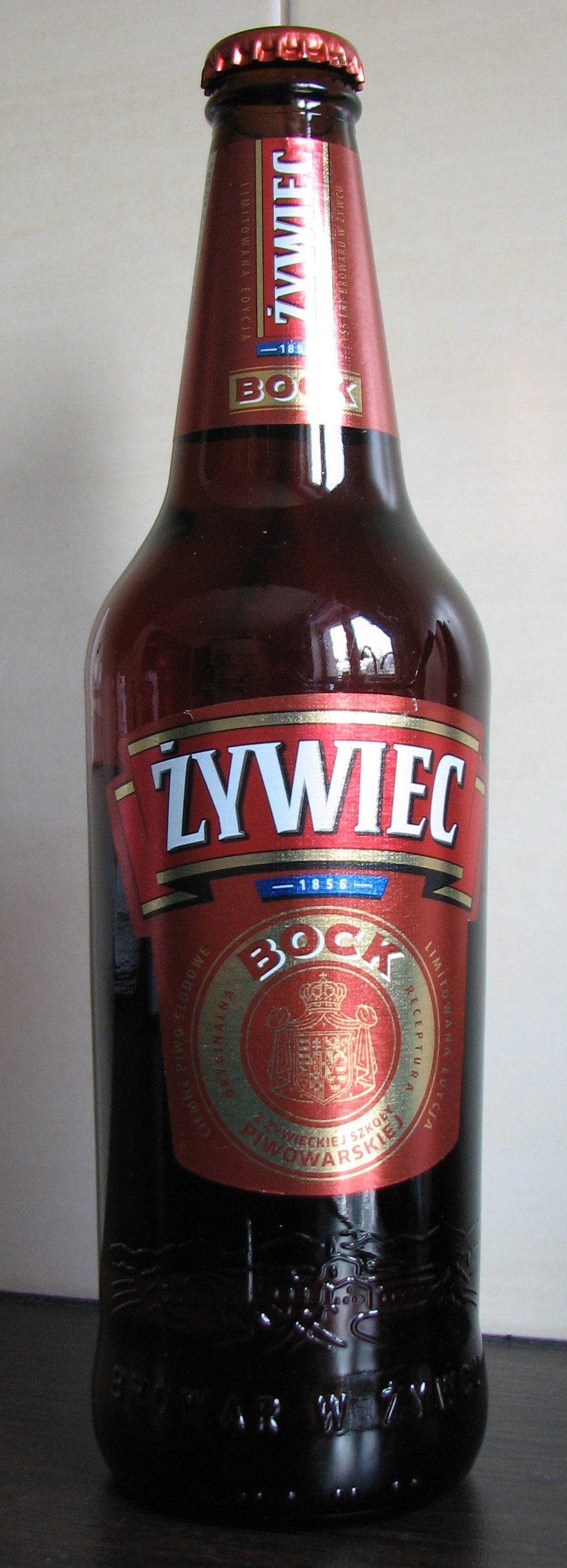
Żywiec Bock - limitowana edycja z okazji 155-lecia browaru

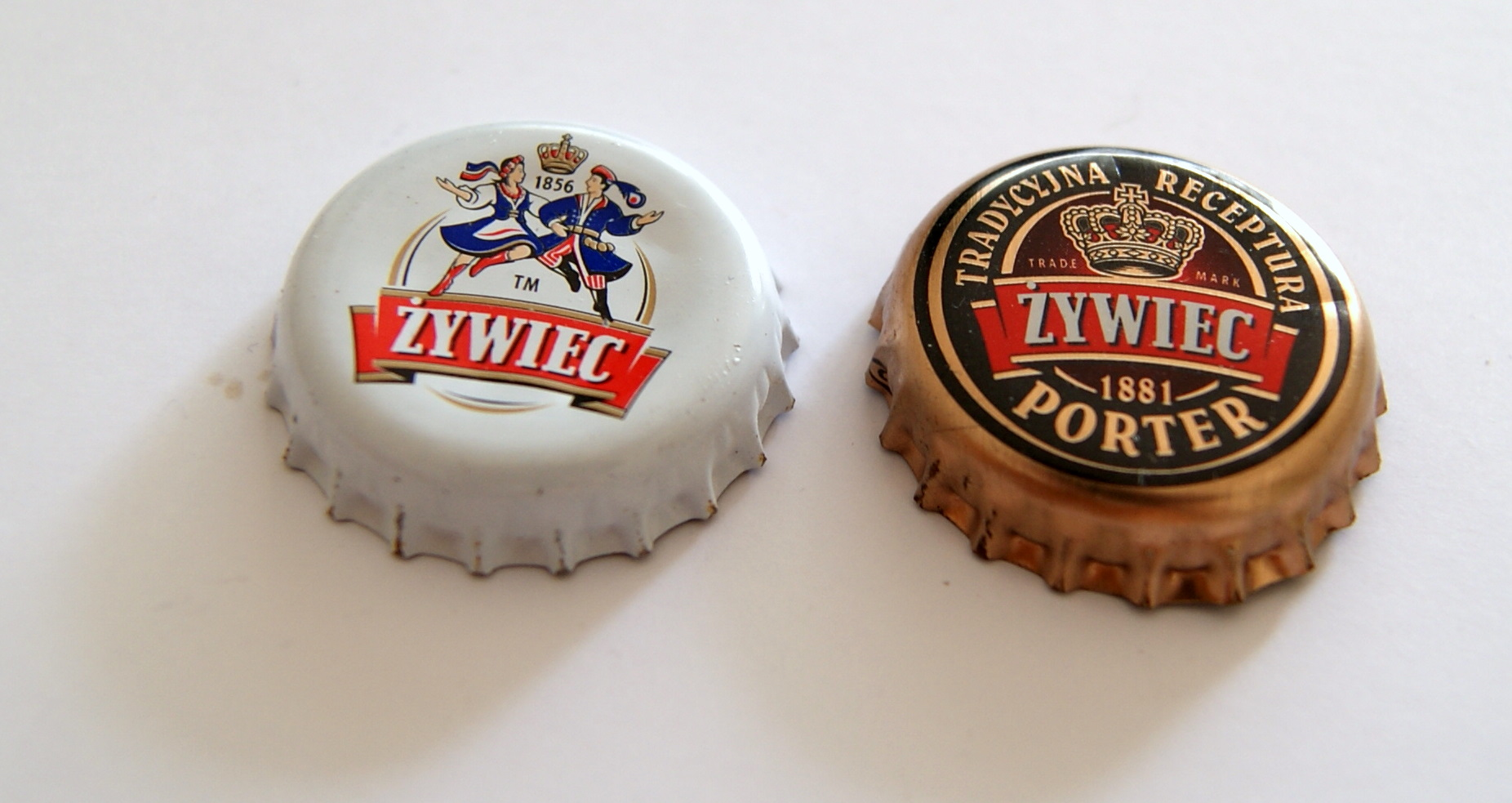
Kapsle z butelek piw Żywiec i Żywiec Porter

Żywiec – marka polskiego piwa typu lager. Jest ono produkowane wyłącznie przez Browar w Żywcu, należący do Grupy Heineken. Dostępne jest w butelkach 0,33 l, 0,5 l oraz w puszkach 0,5 i 0,55 l. Piwo Żywiec jest również rozlewane do beczek typu keg.

## Historia
Browar Arcyksiążęcy, w którym warzony jest Żywiec, powstał w 1856 roku z inicjatywy księcia Albrechta Fryderyka Habsburga. Decyzja o jego lokalizacji podyktowana była bezpośrednim dostępem do krystalicznej górskiej wody wypływającej spod masywu Skrzycznego. Od samego początku w żywieckim browarze piwo jasne warzono wedle innowacyjnej jak na owe czasy metody fermentacji dolnej, w przeciwieństwie do istniejących wcześniej browarów folwarcznych, w których stosowano proces fermentacji górnej. W 1881 roku zaczęto produkować piwo ciemne gatunkowe Porter, a dziesięć lat później jasne mocne Ale. Największą popularnością zawsze jednak cieszyło się piwo jasne. Początkowo obowiązywało nazewnictwo niemieckie, w latach 90. XIX wieku pojawiły się takie marki jak: Cesarskie, Eksportowe i Lagrowe. Dzisiejszy Żywiec wywodzi się od piwa Zdrój Żywiecki, wprowadzonego na rynek w 1918 roku. Istniało ono do lat 50. XX wieku. W 1955 roku browar zaczął produkować znane do dziś piwo Żywiec (Jasne Pełne) z tzw. tańczącą parą na etykiecie. W maju 2011 roku Grupa Żywiec wprowadziła nowe opakowanie dla Żywca – z grawerowanymi w szkle motywami, które nawiązują do genezy i arcyksiążęcego dziedzictwa tego piwa.

## Charakterystyka
Żywiec to klasyczny lager o delikatnym, roślinnym aromacie; wytrawny i chmielowy. Jest najważniejszą marką piwa w Grupie Żywiec oraz największą polską marką piwa w segmencie premium. Jego logotyp – tzw. tańcząca para – to jeden z najbardziej wartościowych znaków firmowych na krajowym rynku piwa. Żywiec eksportowany jest do ponad 40 krajów, głównie do Stanów Zjednoczonych, Niemiec, Wielkiej Brytanii, Francji i Kanady. Piwo z Żywca ma długą historię reklamową. Do dziś zachowały się przedwojenne plakaty i ulotki, a dużą popularnością cieszył się cykl reklam pod hasłem „Prawie robi wielką różnicę”. W 2010 roku w kampanii reklamowej żywieckiego piwa pojawili się m.in. Wojciech Waglewski, Henryk Sawka, Krzysztof Majchrzak, Bogdan Wenta i Tomasz Adamek.

## Nagrody i wyróżnienia
- 1963 – Srebrny Medal na międzynarodowej wystawie piwa w Kolonii
- 1964 – Brązowy Medal na międzynarodowej wystawie piwa w Paryżu
- 1967 – Złoty Medal na międzynarodowej wystawie piwa w Brukseli
- 1968 – Złoty Medal na międzynarodowej wystawie piwa w Norymberdze
- 1973 – Brązowy Medal na międzynarodowej wystawie piwa w Paryżu
- 1977 – Złoty Herkules w Rzymie
- 1977 – puchar za najlepsze piwo na V Festiwalu Piw Polskich w Łodzi
- 1977 – Srebrny Medal na międzynarodowej wystawie piwa w Luksemburgu
- 1978 – Złoty Medal na międzynarodowej wystawie piwa w Genewie
- 1985 – Srebrny Medal na międzynarodowej wystawie piwa w Lizbonie
- 1996 – Złoty Medal przyznany przez The Beverage Testing Institute Chicago
- 1997 – Złoty Medal przyznany przez The Beverage Testing Institute Chicago
- 2000 – wyróżnienie w konkursie Chmielaki Krasnostawskie
- 2006 – wyróżnienie w brytyjskiej edycji Superbrands w kategorii „brands to watch”, czyli marki godne uwagi
- 2007 – Złoty Medal podczas World Beer Championships w Chicago
- 2008 – tytuł najlepszego piwa typu lager o zawartości alkoholu pomiędzy 5,6% a 6,9% w konkursie International Beer Challenge w Londynie
- 2009 – pierwsze miejsce w kategorii „Piwo jasne pełne o zawartości ekstraktu w brzeczce 12,1 – 13,0 ºBlg” w konkursie Chmielaki Krasnostawskie

## Sponsoring
Pod patronatem i przy finansowym wsparciu marki Żywiec odbywały się dotąd m.in.:
- trasa koncertowa Męskie Granie
- Festiwal Birofilia
- Malta Festival Poznań
- cykl zawodów i pokazów narciarskich Action Cup
- cykl zimowych imprez Na Śniegu
- cykl letnich imprez Summer Club